# Нижнее Заполье (Пермский край)
Нижнее Заполье — деревня в Красновишерском районе Пермского края. Входит в состав Верх-Язьвинского сельского поселения.

## Географическое положение
Расположена примерно в 9 км к юго-востоку от центра поселения, села Верх-Язьва, и в 54 км к юго-востоку от районного центра, города Красновишерск.

## Население
| 2010 |
| ---- |
| 6    |

## Улицы[2]
- Лесная ул.
- Полевая ул.

## Топографические карты
- Лист карты P-40-139,140 Северный  Колчим. Масштаб: 1 : 100 000. Состояние местности на 1982 год. Издание 1987 г.